# Don't Think Twice (film)
Don't Think Twice is een Amerikaanse dramedyfilm uit 2016, geschreven en geregisseerd door Mike Birbiglia. De film ging op 13 maart in première op het South by Southwest filmfestival.

## Verhaal
Wanneer een van de leden van een populaire New Yorkse Improvisatietheatergroep een grote doorbraak op televisie maakt, realiseren zijn vijf beste vrienden in de rest van de groep dat niet iedereen dit niveau zal kunnen bereiken. Daardoor komt hun vriendschap onder druk te staan.

## Rolverdeling
| Acteur              | Personage      |
| ------------------- | -------------- |
| Mike Birbiglia      | Miles          |
| Keegan-Michael Key  | Jack           |
| Gillian Jacobs      | Samantha       |
| Kate Micucci        | Allison        |
| Tami Sagher         | Lindsay        |
| Chris Gethard       | Bill           |
| Colby Minifie       | Audience Neil  |
| Brandon Scott Jones | Audience Chuck |
| Lena Dunham         | zichzelf       |
| Ben Stiller         | zichzelf       |

## Productie
De filmopnamen begonnen einde augustus 2015 in New York. Mike Birbiglia regisseerde de film gebaseerd op zijn zelfgeschreven script, produceerde de film en speelde zelf de hoofdrol.